# Juri Wiktorowitsch Romanenko
Juri Wiktorowitsch Romanenko (russisch Юрий Викторович Романенко, wiss. Transliteration Jurij Viktorovič Romanenko; * 1. August 1944 in Koltubanowski, Oblast Tschkalow, Russische SFSR) ist Pilot und ehemaliger sowjetischer Kosmonaut. Als Raumschiffkommandant verwendete er das Rufzeichen Таймыр („Taimyr“).

## Leben
Nachdem Juri Romanenko 1966 den Besuch der Luftwaffenhochschule in Tschernigow erfolgreich abgeschlossen hatte, wurde er durch das Juri-Gagarin-Kosmonautentrainingszentrum am 27. April 1970 als Kosmonaut ausgewählt. Seinen ersten Einsatz hatte der Pilot 1977 als Kommandant der ersten Stammbesatzung von Saljut 6, zu der er mit der Sojus 26 gelangte. Am 20. Dezember 1977 unternahm er einen Weltraumausstieg, um Fremdkörper aus einem Kopplungsstutzen zu entfernen. Romanenko kehrte nach 95 Tagen Aufenthalt mit Sojus 27 zur Erde zurück. 1980 flog er als Kommandant der achten Gastmannschaft von Saljut 6 mit Sojus 38 ins All.
Nachdem Juri Romanenko 1981 an der Militärakademie der Luftstreitkräfte in Monino erfolgreich seine Ausbildung zum Ingenieurpiloten abgeschlossen hatte, flog er 1987 als Kommandant der ersten Stammbesatzung mit Sojus TM-2 zur Raumstation Mir. Während dreier Außenbordarbeiten am 11. April, 12. Juni und 16. Juni 1987 wirkte er am Ausbau der Mir durch Installation eines Solarzellenträgers mit zwei Solarzellen mit. Während seiner gesamten aktiven Zeit als Raumfahrer war der Ingenieurpilot Ersatzmann für mehrere Sojus-Missionen. Am 11. November 1988 schied Romanenko aus dem Kosmonautencorps aus.
Später wurde Juri Romanenko Direktor des sowjetischen Buran-Programmes. 1995 schied er, zwischenzeitlich zum Oberst der russischen Luftstreitkräfte befördert, aus dem aktiven Militärdienst aus, um eine Tätigkeit bei SAO „Stilteks“ aufzunehmen.
Romanenko ist verheiratet. Eines seiner zwei Kinder ist der 1971 geborene Kosmonaut Roman Jurjewitsch Romanenko.